# Liste des abbés de Saint-Benoît-sur-Loire

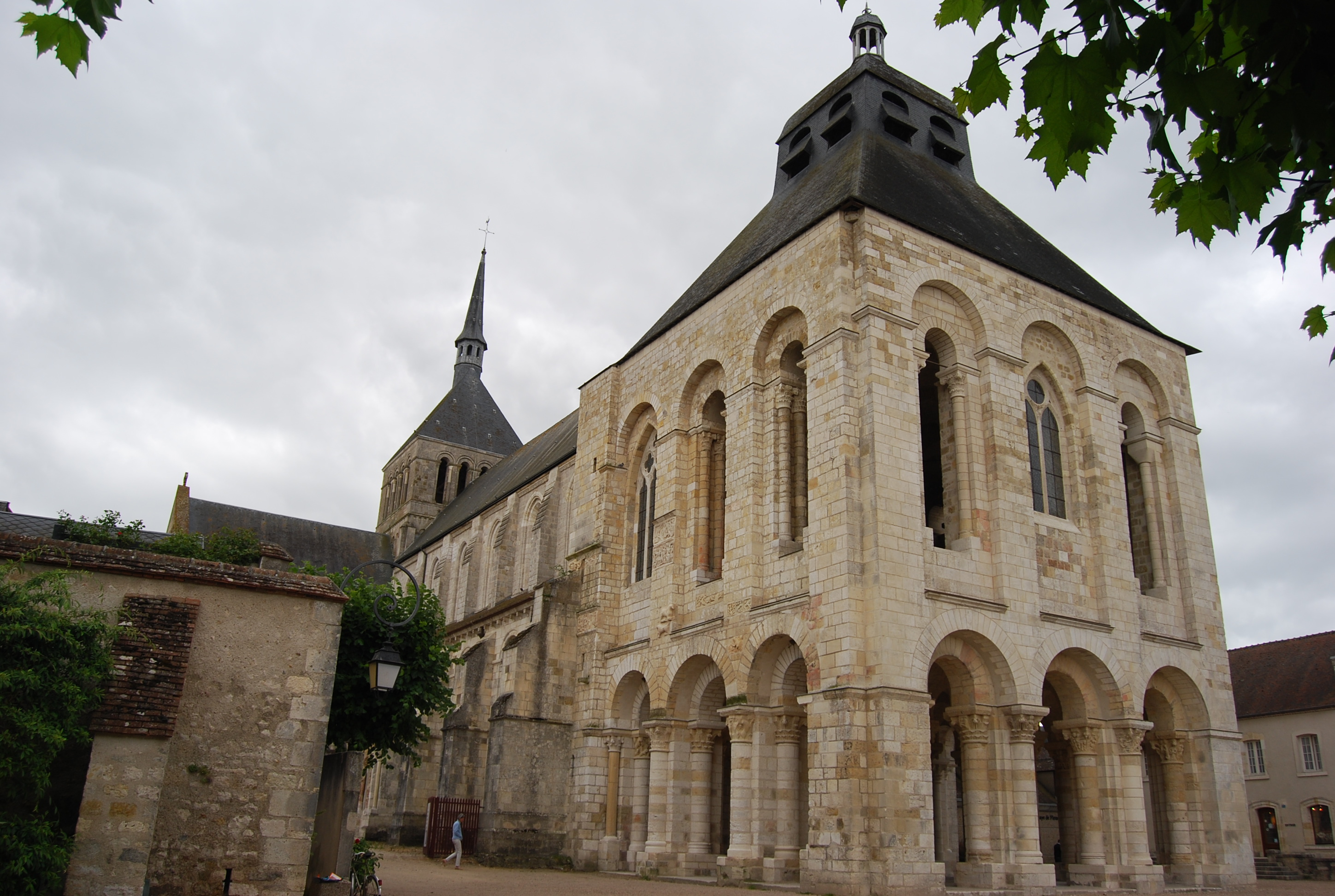
L'abbaye de Saint-Benoît-sur-Loire

La liste des abbés de Fleury présente la liste des abbés de l'abbaye de Fleury située à Saint-Benoît-sur-Loire dans le département français du Loiret et la région Centre-Val de Loire.

## Liste des abbés

### VIIesiècle
- Liébaut ou Liébault, Léobald, Leobaldus, Leodebaldus, Leodebodus ; fondateur ; saint chrétien célébré le 8 août[1],[2];
- Rigomaire (avril 627 - juillet 632) 1er abbé ;
- Mommolin (septembre 632 - janvier 663),  ou Mummolus, saint chrétien célébré le 8 août[3],[2] ;
- Léodard (mars 663 - juillet 673) ;
- Idon Ier (septembre 673 - mai 675) ;
- Auderanne (juillet 675 - mars 676) ;
- Flatbert (mai 676 - août 679) ;
- Adalbert (octobre 679 - janvier 710) ;

### VIIIesiècle
- Geilon (mars 710- juin 729)
- Médon (août 729- novembre 750)
- Raoul I (janvier 751- avril 770)
- Dodon ou Idon II (juin 770- 25 septembre 779)
- Magulf (mai 780- 18 août 796)
- Fulrad (octobre 796- juin 798)

### IXesiècle
- Théodulf d'Orléans (798-818)
- Adalgaud (818-833)
- Boson I (833-845)
- Raoul II (845-859)
- Bernard I (860-875)
- Thibert (Theodebertus) (875-885)
- Gibert (885-896)
- Lambert (896-930)

### Xesiècle
- Saint Odon de Cluny (930-942)
- Archambault (943-948)
- Wulfade (948-963)
- Richard (963-978)
- Amalbert (978-985)
- Oybold (985-988)[4]
- Saint Abbon de Fleury (988-1004)

### XIesiècle
- Gauzlin de Fleury (1004-1030)
- Arnauld (1030-1031)
- Azenaire (1032-1040)
- Théobald (1040-1044)
- Reignier (1044-1060)
- Hugues I (1060-1067)
- Humbaud de Sully (°?-†.apr.1064)[5]
- Guillaume I (1067-1080)
- Veran (1080-1086)
- Joscerand (1086-1096)
- Simon (1096-1107)

### XIIesiècle
- Boson II (1107-1137)
- Ademar (1137-1144)
- Macaire (1144-1161)
- Arraud (1161-1183)
- Garnier (1183-1210)

### XIIIesiècle
- Maurice (1210-1215)
- Barthélemy (1215-1235)
- Jean I (1235-1248)
- Denis (1248-1252)
- Pierre I de La Tour (1252-1257)
- Thibault (1257-1265)
- Hélie (1265-1286)
- Guillaume II (1286-1304)

### XIVesiècle
- Pierre II de Guilly (1304-1312)
- Guillaume III (1312-1318)
- Pierre III de l’Aulnay (1319-1342)
- Hugues II (1343-1346)
- Pierre IV (1346-1353)
- Bernard II Ratier (1353-1356)
- Jean II de La Tour (1356-1372), nommé cardinal par Grégoire XI en 1372.
- Gérault Paute (1372-1373)
- Bernard III de l’Estragne (1375-1389)
- Jean III de Chamboac ou de la Chambre 1389-1403)

### XVesiècle
- Begon de Murat (1403-1414)
- Raoul III de Chartres (1414-1433)
- Louis I de Passat (1433-1436)
- Jean IV de Hauvelle (1436-1477)
- Jean V d’Esclines (1477-1486)
- Jean VI de La Trémoïlle (1486-1507), archevêque d'Auch, évêque de Poitiers, cardinal en 1506 ; premier abbé commendataire.

### XVIesiècle
- Étienne Poncher (1507-1524), cardinal, archevêque de Sens
- Antoine I Duprat (1525-1535), cardinal
- Antoine II Sanguin de Meudon (1535-1551), cardinal
- Odet de Coligny-Châtillon (1551-1569), cardinal
- Louis II de Lorraine (1569-1571), cardinal
- Paul du Mesnil (1571-1572)
- Claude Sublet d'Heudicourt (1572-1584)
- Charles d’Orléans (1584-1601)

### XVIIesiècle
- Achille de Harlay (1601-1604). Il transmet son abbaye à Maximilien de Béthune, duc de Sully.
- Jacques Le Ber (1606-1616), abbé confidentiaire de Maximilien de Béthune.
- Guillaume IV Fouquet de La Varenne (1616-1621) après avoir racheté l'abbaye à Maximilien de Béthune.
- Armand Jean du Plessis de Richelieu, cardinal de Richelieu (1621-1642).
- Jean VII Baptiste de Vignerot de Pontcourlay (1642), neveu du cardinal de Richelieu
- Louis III Barbier de la Rivière (1642-1670)
- Raimond-Béranger de Lorraine d’Harcourt (1670-1680)
- chevalier Philippe de Lorraine (1680-1702)

### XVIIIesiècle
- Hardouin Roussel de Médavy de Grancey (1704-1706)
- Jérôme Dufaur de Pibrac (1706-1734)
- Daniel-Joseph de Cosnac (1734-1741), évêque de Die
- Alexandre Milon (1741-1771), évêque de Valence
- Georges-Louis Phélypeaux d'Herbault (1771-1787), archevêque de Bourges
- Jean Auguste de Chastenet de Puységur (1788-1789), archevêque de Bourges.

### XXesiècle
- Marianus Desplanques, prieur conventuel et administrateur (1946-1955).
- Louis IV Marie de Haldat du Lys, prieur conventuel et administrateur (15 décembre 1955-1959), abbé installé le 8 avril, béni le 30 mai 1959-1971) ;
- Bernard IV Ducruet, prieur-administrateur (1971-1973), abbé (1973-1991).

### XXIesiècle
- Étienne II Ricaud, (1991 - 2019)
- Jacques Audebert, prieur-administrateur (2019 - 2022).
- Matthieu Gillet (2022 - )[6]